# Les Charmes discrets de la vie conjugale
Les Charmes discrets de la vie conjugale (titre original : State of the Union) est un roman de Douglas Kennedy qui propose une vision de l'Amérique contemporaine et du combat politique qui l'anime, notamment la tension entre les « libéraux » (au sens américain du terme) démocrates et les néo-chrétiens pro-George W. Bush. Il illustre le conflit de génération qui perdure : les néo-chrétiens en réaction au libéralisme révolutionnaire des années 1960 de leurs aînés.

## Résumé
Une femme, rongée par l'insatisfaction, trahit son pays et sa famille, dans l'Amérique des années 1960 jusqu'à l'après 11 septembre.